# Vačice bělobřichá
Vačice bělobřichá (Didelphis albiventris) je vačice, která pochází z Jižní Ameriky.

## Vzhled
Průměrná délka těla samců je 278 mm a 315 mm ocasu. Samci jsou větší než samice. Průměrná tělesná hmotnost samců je 800 g, maximálně 1300 g. Má téměř na celém povrchu těla černou srst.

## Výskyt
V Jižní Americe se nachází od Kolumbie po severní pobřeží Patagonie.

## Prostředí
Žije v různých oblastech, od tropických lesů po horská pohoří.

## Způsob života
Tato vačice je z velké části nebo téměř výhradně aktivní v noci. Je všežravá. Dobře se vzpíná. O rozmnožování tohoto druhu je málo známo.